# Zvannoje
Zvannoje (Званное) is een plaatsje in het zuiden van de oblast Koersk in Rusland ten zuiden van de rivier Sejm.
In augustus 2024, daags na het opblazen van de brug over de Sejm in Gloesjkovo, werd ook de de brug in Zvannoje opgeblazen tijdens de inval van Oekraïne in Rusland.